# Zlatko Junuzović
Zlatko Junuzović, född 26 september 1987, är en österrikisk före detta fotbollsspelare. Han representerade under sin karriär det österrikiska landslaget.

## Karriär
Junuzović blev utsedd till Årets fotbollsspelare i Österrike 2010.
I maj 2018 värvades Junuzović av Red Bull Salzburg, där han skrev på ett treårskontrakt. Den 18 december 2020 förlängde Junuzović sitt kontrakt i klubben fram till den 30 juni 2022.
I juni 2022 meddelade Junuzović att han avslutade sin spelarkarriär och istället blev assisterande tränare i FC Liefering. I januari 2023 flyttade Junuzović till USA för att fortsätta sin tränarutbildning i New York Red Bulls.